# ألبرت باور (سياسي)
ألبرت باور (بالإنجليزية: Albert Bauer)‏ هو سياسي أمريكي، ولد في 6 يونيو 1928 في لويستاون في الولايات المتحدة. حزبياً، نشط في الحزب الديمقراطي. وقد انتخب عضو مجلس نواب واشنطن.